# 陸上自衛隊第14旅團
陸上自衛隊第14旅團（羅馬化：だいじゅうよんりょだん）是日本陸上自衛隊六個主要旅團之一。該旅團直屬於陸上自衛隊中部方面隊，主要部隊駐紮於香川縣善通寺市，負責四國地區的防衛警戒。
第14旅團建立於2006年3月27日，前身為已解編的第2混成團。

## 組織架構
- 善通寺駐屯地（日语：善通寺駐屯地）（香川县善通寺市）
  - 旅团司令部及旅部附属队
  - 第15快速反应機動联队（日语：第15即応機動連隊）
  - 第14偵察隊（日语：第14偵察隊）
  - 第14通信隊（日语：第14通信隊）
  - 第14後方支援隊（日语：第14後方支援隊）
  - 第14特殊武器防護隊
  - 第14音乐隊（日语：音楽隊 (陸上自衛隊)）
- 松山駐屯地（日语：松山駐屯地）（爱媛县松山市）
  - 中部方面特科隊（日语：中部方面特科隊）
  - 第14高射特科隊（日语：第14高射特科隊）
- 高知駐屯地（日语：高知駐屯地）（高知县香南市）
  - 第50普通科联队（日语：第50普通科連隊）
- 徳島駐屯地（日语：徳島駐屯地）（德岛县阿南市）
  - 第14设施隊（日语：第14施設隊 (陸上自衛隊)）
- 北德岛分屯地（德岛县松茂町）
  - 第14飛行隊（日语：第14飛行隊 (陸上自衛隊)）

第14旅團所属第14特科隊（炮兵）前身為第2混成團特科大隊，2006年時與第14高射特科中隊分離而來，位於松山市，擁有三個中隊的155釐米FH-70野戰炮。第14偵察隊位於善通寺市，裝備87式偵察裝甲車。

## 外部連結
- 第14旅團首頁 （页面存档备份，存于） (Japanese)